# Goran Rakić
Goran Rakić est un homme politique serbe du Kosovo. Il est actuellement ministre des Communautés et de la Remigration ainsi que chef du parti Liste serbe représentant la minorité serbe.

## Biographie
Il est né en 1971 à Kosovska Mitrovica en République fédérative socialiste de Yougoslavie. Il étudie à l'Université de Pristina. Il est marié et père de deux enfants.

## Carrière politique
Il est élu maire de Kosovska Mitrovica Nord (partie à majorité serbe) en 2014 et réélu en 2017. Il devient chef du parti Liste serbe pour le Kosovo en 2017 qui détient alors les 10 municipalités serbes du pays et les 10 sièges réservés aux serbes à l'Assemblée du Kosovo.
Après les élections législatives de 2017, il rencontre Behgjet Pacolli afin de négocier l'entrée de la Liste serbe dans le gouvernement de Ramush Haradinaj et de le soutenir.
Le 3 juin 2020, il devient vice-Premier ministre et ministre de l'administration et des collectivités locales du Kosovo dans le gouvernement Hoti.
Le 27 juillet 2020, l'Agence serbe de lutte contre la corruption a ouvert une enquête contre Rakić et d'autres hauts responsables serbes au Kosovo, soupçonnés d'avoir enfreint la loi parce qu'ils n'avaient pas déclaré leurs biens et leurs revenus à l'Agence de lutte contre la corruption.
Le 5 novembre 2022, il annonce le retrait des Serbes du Kosovo des institutions publiques du pays et présente sa démission, lui et les députés du parti SL à la suite d'un désaccord entre le Kosovo et la Serbie concernant les plaques d'immaticulation serbes du nord du Kosovo.